# Arcul de Triumf din București
Arcul de Triumf este un monument situat în partea de nord a Bucureștiului, în sectorul 1, la intersecția șoselei Kiseleff cu bulevardele Constantin Prezan, Alexandru Averescu și Alexandru Constantinescu. Monumentul, proiectat de Petre Antonescu, a fost construit în perioada 1921-1922, renovat în perioada 1935-1936, și din nou renovat începând din 2014. El comemorează participarea României în Primul Război Mondial.
Arcul de Triumf are 27 m înălțime, cu o singură deschidere și este de formă paralelipipedică. Machetele au fost executate de artiști plastici, iar pentru cioplirea marmurei de Rușchița, pe lângă sculptorii autohtoni, s-a apelat și la un număr de zece sculptori din Italia.

## Semnificația monumentului

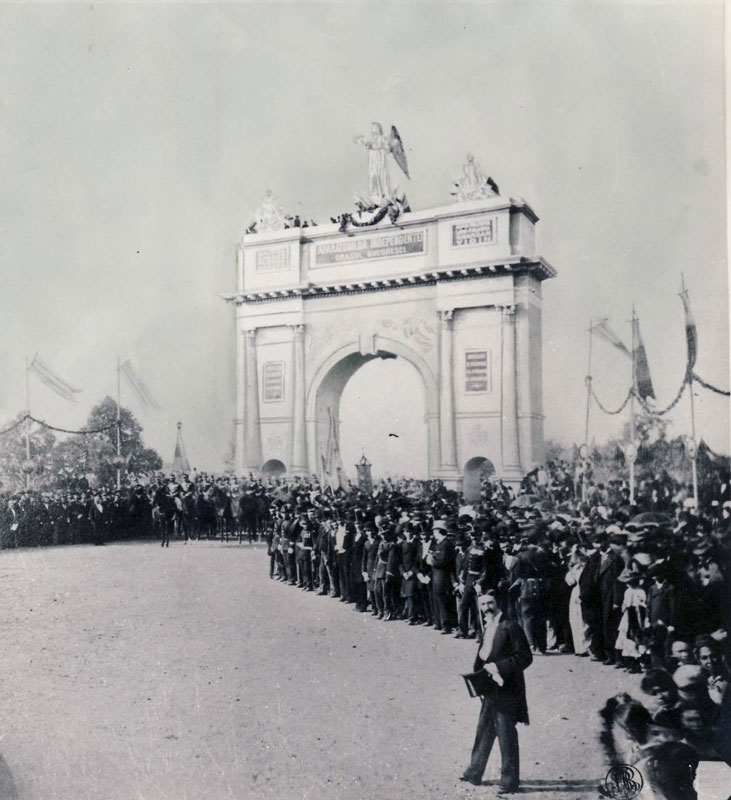
Intrarea Armatei române în București în 1878 - fotografie de Franz Mandy

Împreună cu Catedrala Încoronării din Alba Iulia, cu Mausoleul de la Mărășești, cu Crucea Eroilor Neamului de pe muntele Caraiman, și cu Mormântul Eroului Necunoscut din Parcul Carol I, Arcul de Triumf se numără printre monumentele care comemorează participarea României la Primul Război Mondial de partea Aliaților, la finalul căruia aproape toate teritoriile locuite de români s-au găsit pentru prima dată reunite la un loc. Arcul de Triumf nu este primul monument de acest gen ridicat în capitala României, el fiind precedat de câteva construcții provizorii cu semnificații asemănătoare, care au marcat, succesiv, victoria României în războiul de independență (1878), jubileul celor 40 de ani de domnie ai regelui Carol I (1906) și revenirea familiei regale române din exilul de la Iași (1918).

## Istoric

Vechiul Arc de triumf, din 1922

În București au mai fost ridicate și alte arcuri de triumf, cu existență temporară, în 1848, 1859, 1878, 1906 și 1918, dar după primul război mondial s-a luat decizia construirii unui monument cu caracter permanent. În 1922, în timpul mandatului primarului Bucureștiului Matei Gh. Corbescu (februarie 1922 - decembrie 1922), la București s-a organizat o paradă în cinstea Marii Uniri. Deoarece Arcul de Triumf din 1918 fusese construit dintr-un material care nu rezista ploilor, primarul Matei Gh. Corbescu a venit cu propunerea să fie ridicat ca un nou Arc de Triumf, din lemn, până când se vor găsi bani de unul impunător. A fost criticat pentru inițiativa sa, iar George Enescu i-a scris atunci primarului: „Dar adevăratul Arc de Triumf, pe când?”
Prin urmare, în 1922, în contextul încoronării regelui  Ferdinand I și a reginei Maria ca suverani ai  României Mari, comisia pentru organizarea serbărilor încoronării a apelat la serviciile arhitectului Petre Antonescu pentru ridicarea unui impunător Arc de Triumf în zona nordică a capitalei, pe șoseaua Kiseleff. Din cauza timpului scurt însă, doar scheletul construcției a fost turnat în beton armat, minunatele basoreliefuri exterioare fiind realizate din ipsos, ceea ce a determinat – odată încheiate serbările încoronării (în 16 octombrie 1922, când s-a organizat un spectacol, evocând lupta poporului român pentru unitate statală, la festivități participând reprezentanți din peste 20 de state europene, din Statele Unite ale Americii și Japonia, fapt ce a semnificat o largă recunoaștere internațională a noii realități naționale statale) – o degradare progresivă, cauzată de intemperii, a aspectului exterior al Arcului de Triumf, acesta ajungând la începutul anilor 1930 un „monument incomod” pentru imaginea „Micului Paris” interbelic.
De-abia în 1932, în urma unui articol al lui Mihai Mora intitulat sugestiv „O datorie imperioasă”, situația deplorabilă a Arcului de Triumf revine în atenția opiniei publice, decizându-se nu demolarea monumentului construit în 1922, așa cum ceruseră unele personalități, ci înlocuirea basoreliefurilor din stuc de pe acesta cu unele definitive, din piatră sau marmură de Rușchița. De data aceasta, autorul, același Petre Antonescu, a dat edificiului o notă mult mai sobră în ceea ce privește finisajul exterior, cerând artiștilor pe care i-a cooptat la lucrări să se încadreze în această nouă manieră de lucru. Printre artiștii care au lucrat la finisaj se numără Constantin Baraschi, Alexandru Călinescu, Mac Constantinescu, Ion Jalea, Dimitrie Paciurea și Costin Petrescu, toți nume cunoscute în perioada interbelică. Pe fațada sudică, sculptorii Mac Constantinescu și Constantin Baraschi au dăltuit fiecare câte o reprezentare simbolică a Victoriei. Amplasate identic pe fațada de nord se găsesc alegoriile Bărbăție de Ion Jalea și Credință de Constantin Baraschi, precum și alte două Victorii create de Cornel Medrea și Dimitrie Onofrei. Lucrările decorative de la vechiul Arc de Triumf, realizate în 1922 de sculptorul Dumitru Mățăoanu, nu au mai fost folosite la refacerea definitivă a Arcului de Triumf.

Vedere dinspre parcul Regele Mihai I

Populația, și cu precădere numeroasele asociații și societăți ale foștilor combatanți din primul război mondial, a contribuit cu peste 7 milioane de lei la edificarea Arcului de Triumf, răspunzând cu promptitudine subscripțiilor lansate în cursul anului 1935 de Ministerul Apărării Naționale. Odată adunate sumele necesare, anul 1936 a fost consacrat integral definitivării monumentului, care a fost construit din granit de Deva, în stil clasic, după modelul marelui Arc de Triumf de la Paris. Forma sa este aceea a unui paralelipiped, având o temelie de 25 × 11,5m și o înălțime de 27m. Monumentul are o înălțime de 11m, o lățime de 9,5m și o boltă. Stâlpii, pe care se sprijină monumentul au scări interioare, care duc spre terasa acestuia. Arhitectul Victor G. Ștefănescu a fost însărcinat cu controlul tehnic și administrativ al lucrărilor, care au început în aprilie 1935 și au durat un an și jumătate. Ceremonia inaugurării a avut loc la 1 decembrie 1936, când se împlineau 18 ani de la Unirea Transilvaniei cu România. Momentul a fost marcat de participarea regelui Carol al II-lea, a mamei sale, regina Maria, a prințului moștenitor Mihai, a membrilor guvernului României și a numeroși invitați de onoare din țară și din străinătate.
După venirea la putere a comuniștilor în România, Arcul de Triumf a fost „mutilat” prin scoaterea de pe părțile laterale a celor două texte ale proclamațiilor regelui Ferdinand către țară, cu ocazia intrării României în războiul de întregire și cu prilejul încoronării de la Alba Iulia din 1922. De asemenea, au fost scoase de pe frontispiciul de pe fațada sudică monumentului efigiile regelui Ferdinand Întregitorul, și ale reginei Maria, realizate de sculptorul Alexandru Călinescu, și au fost distruse, fiind substituite de două mari flori de piatră. După 1989, florile de piatră au fost date jos, și au fost montate două medalioane din bronz, ce înfățișează chipurile regelui Ferdinand și al reginei Maria, înlocuindu-le pe cele originale, dar inscripțiile de pe panourile laterale au rămas tot martelate.

## Arhitectura Arcului de Triumf
Pe Arcul de Triumf pot fi observate câteva elemente arhitecturale cu semnificație istorică:
- Inscripția centrală de pe frontonul fațadei de nord, care amintește de încoronarea Majestăților Lor Regele Ferdinand și Regina Maria la Alba-Iulia: „LIBERATOR DE NEAM ȘI ÎNTREGITOR DE HOTARE PRIN VIRTUTEA OSTAȘILOR SĂI VREDNICI URMAȘI AI EROILOR CREȘTINĂTĂȚII FERDINAND I DOMN ȘI REGE AL ROMÂNILOR ȘI-A FĂCUT INTRAREA LA 16 OCTOMBRIE 1922 ÎN CETATEA SA DE SCAUN A BUCUREȘTILOR DUPĂ ÎNCORONAREA LA ALBA-IULIA”
- Inscripția centrală de pe frontonul fațadei de sud, care aduce aminte de victoria în Primul Război Mondial: „DUPĂ SECOLE DE SUFERINȚE CREȘTINEȘTE ÎNDURATE ȘI LUPTE GRELE PENTRU PĂSTRAREA FIINȚEI NAȚIONALE, DUPĂ APĂRAREA PLINĂ DE SACRIFICII A CIVILIZAȚIEI UMANE, SE ÎNDEPLINI DREPTATEA ȘI PENTRU POPORUL ROMÂN, PRIN SABIA REGELUI FERDINAND, CU AJUTORUL ÎNTREGII NAȚIUNI ȘI GÂNDUL REGINEI MARIA”
- Inscripția centrală de pe frontonul fațadei de est, dedicată oamenilor politici și de cultură care au făcut posibilă Unirea: „GLORIE CELOR CE PRIN LUMINA MINTEI ȘI PUTEREA SUFLETULUI AU PREGĂTIT UNITATEA NAȚIONALĂ”
- Inscripția centrală de pe frontonul fațadei de vest, care amintește de eroii de război care au luptat pentru Unire: „GLORIE CELOR CE PRIN VITEJIA ȘI PRIN JERTFA LOR DE SÂNGE AU ÎNFĂPTUIT UNITATEA NAȚIONALĂ”
- Lista localităților unde s-au purtat bătălii în Primul Război Mondial, reprezentată chiar pe interiorul Arcului: „CERNA”, „JIU OLT”, „DRAGOSLAVE”, „NEAJLOV”, „OITUZ”, „MĂRĂȘTI”, „MĂRĂȘEȘTI”, „RĂZOARE”, „VRANCEA”, „MUNCELU”, „COȘNA”, „BUDAPESTA”
- Mesajul Regelui Ferdinand, la 27 august 1916, cu prilejul intrării în război
- Proclamația către țară rostită de Regele Ferdinand la Alba Iulia, la 15 octombrie 1922, cu prilejul încoronării ca Rege al României Mari
- Efigiile Regelui Ferdinand și Reginei Maria, pe fațada sudică
- Stema Regală a României (în forma ei veche, de dinainte de 1922, varianta mijlocie), reprezentată în două basoreliefuri simetrice aflate sub Arc
- Cifrul Regal al Majestății Sale Regelui Carol al II-lea, în timpul domniei căruia a fost construită forma actuală a monumentului
- Medalionul intitulat „Bărbăția”, pe fațada de nord a Arcului, de sculptorul Ion Jalea, cu referire la deviza „Bărbăție și credință”.
- Medalionul intitulat „Credința”, pe fațada de nord, de sculptorul Constantin Baraschi
- Câteva date ale confruntărilor din Primul Război Mondial pe frontul românesc: (15 august 1916, 8 ianuarie 1918, 24 octombrie 1918, 10 noiembrie 1918)

## Situația actuală

Arcul de triumf noaptea

Astăzi, Arcul de Triumf reprezintă unul din simbolurile binecunoscute ale capitalei României. Cu toate acestea, primarul Bucureștiului, Sorin Oprescu a declarat că Primăria nu deține actul de proprietate pentru Arcul de Triumf.
Arcul de Triumf adăpostește un mic muzeu, care poate fi vizitat doar cu anumite ocazii speciale. Vizitatorii pot vedea patru expoziții: Marele Război al Reîntregirii Neamului (fotografie și film), Heraldica Marilor Familii Boierești (efigii din bronz, fotografii), Arcul de Triumf în Imagini (fotografii, machete), Marea Unire de la 1918 ( unde se găsesc și coroanele și sceptrul regal reproduse; fotografii) și pot urca pe terasa superioară.

## Renovare
Conform unei expertize tehnice, încă din 1980 erau înregistrate grave degradări ale construcției care impuneau executarea unor lucrări de reparații capitale. Degradările structurale se referă la macerarea unor zone de zidărie, din cauza umezelii excesive provocate de infiltrațiile de apă și favorizate de lipsa totală de ventilație, precum și la fisurarea rampelor de scară și a unor zidării, consecințe ale cutremurelor din 1940 și 1977.
În perioada ianuarie 2014 - 28 noiembrie 2016 s-au executat lucrări de consolidare și renovare a arcului de triumf. Cu această ocazie, pe părțile laterale au fost refăcute cele două texte ale proclamațiilor regelui Ferdinand către țară, cu ocazia intrării României în războiul de întregire și cu prilejul încoronării de la Alba Iulia din 1922.

## Monument istoric
Arcul de Triumf este înscris în Lista monumentelor istorice din București, sector 1, din anul 2015, Municipiul București, cu cod LMI B-II-m-A-18001.

## Galerie de imagini

Medalionul „Credința” de pe Arcul de Triumf – fatada de nord – sculptor Constantin Baraschi
Inscripție pe latura de vest GLORIE CELOR CE PRIN VITEJIA ȘI PRIN JERTFA LOR DE SÂNGE AU ÎNFĂPTUIT UNITATEA NAȚIONALĂ
Inscripție pe latura de est GLORIE CELOR CE PRIN LUMINA MINTEI și PUTEREA SUFLETULUI AU PREGĂTIT UNITATEA NAȚIONALĂ
Inscripție centrală pe fațada de nord LIBERATOR DE NEAM ȘI ÎNTREGITOR DE HOTARE PRIN VIRTUTEA OSTAȘILOR SĂI VREDNICI URMAȘI AI EROILOR CREȘTINĂTĂȚII FERDINAND I DOMN ȘI REGE AL ROMÂNILOR ȘI-A FĂCUT INTRAREA LA 16 OCTOMBRIE 1922 ÎN CETATEA SA DE SCAUN A BUCUREȘTILOR DUPĂ ÎNCORONAREA LA ALBA-IULIA
Medalionul „Bărbăția” de pe Arcul de Triumf – fațada de nord – sculptor Ion Jalea
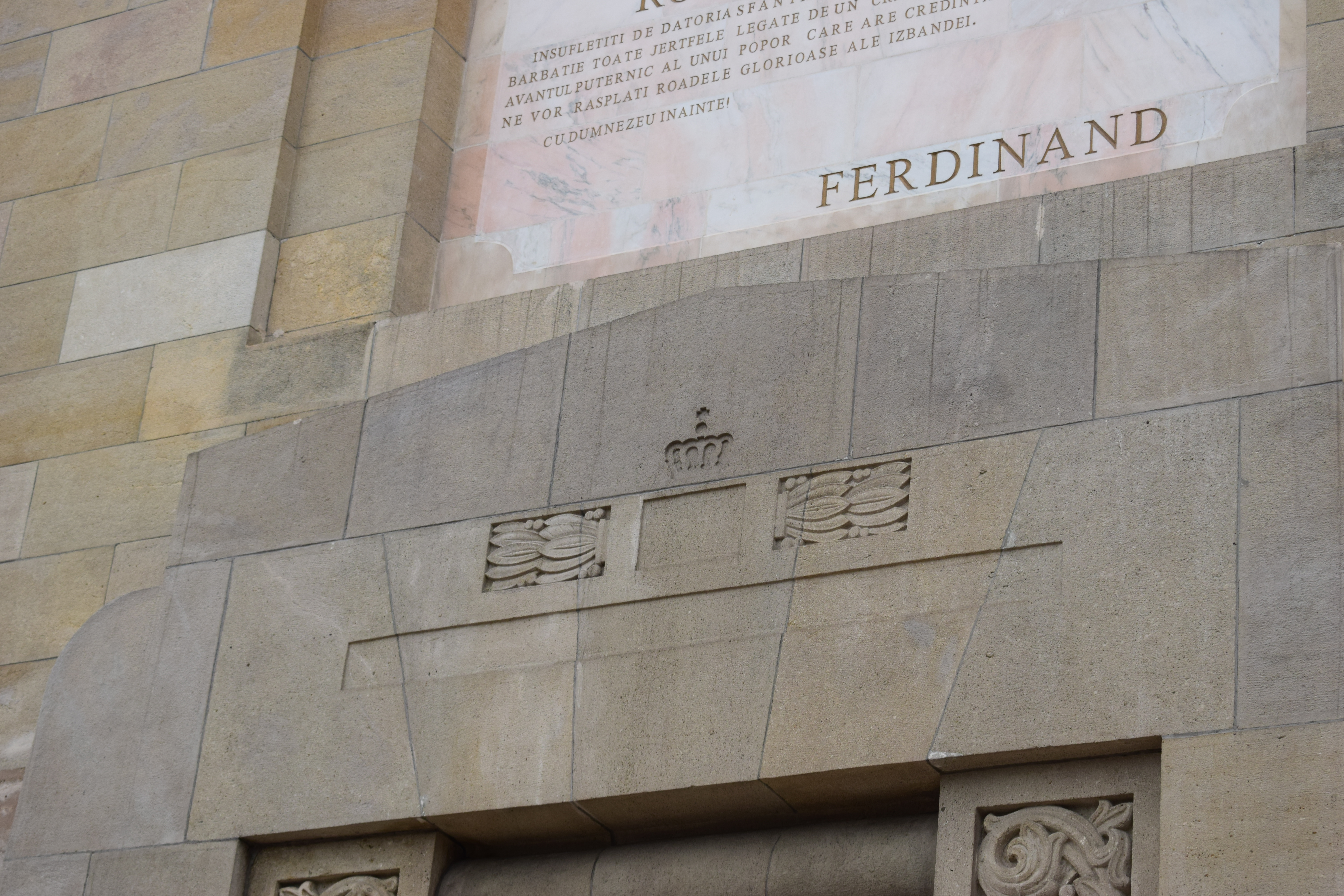
Simbolul stilizat al Coroanei Regale („Coroana de Oțel” a Regilor României), reprezentat pe fațada de est a Arcului de Triumf.
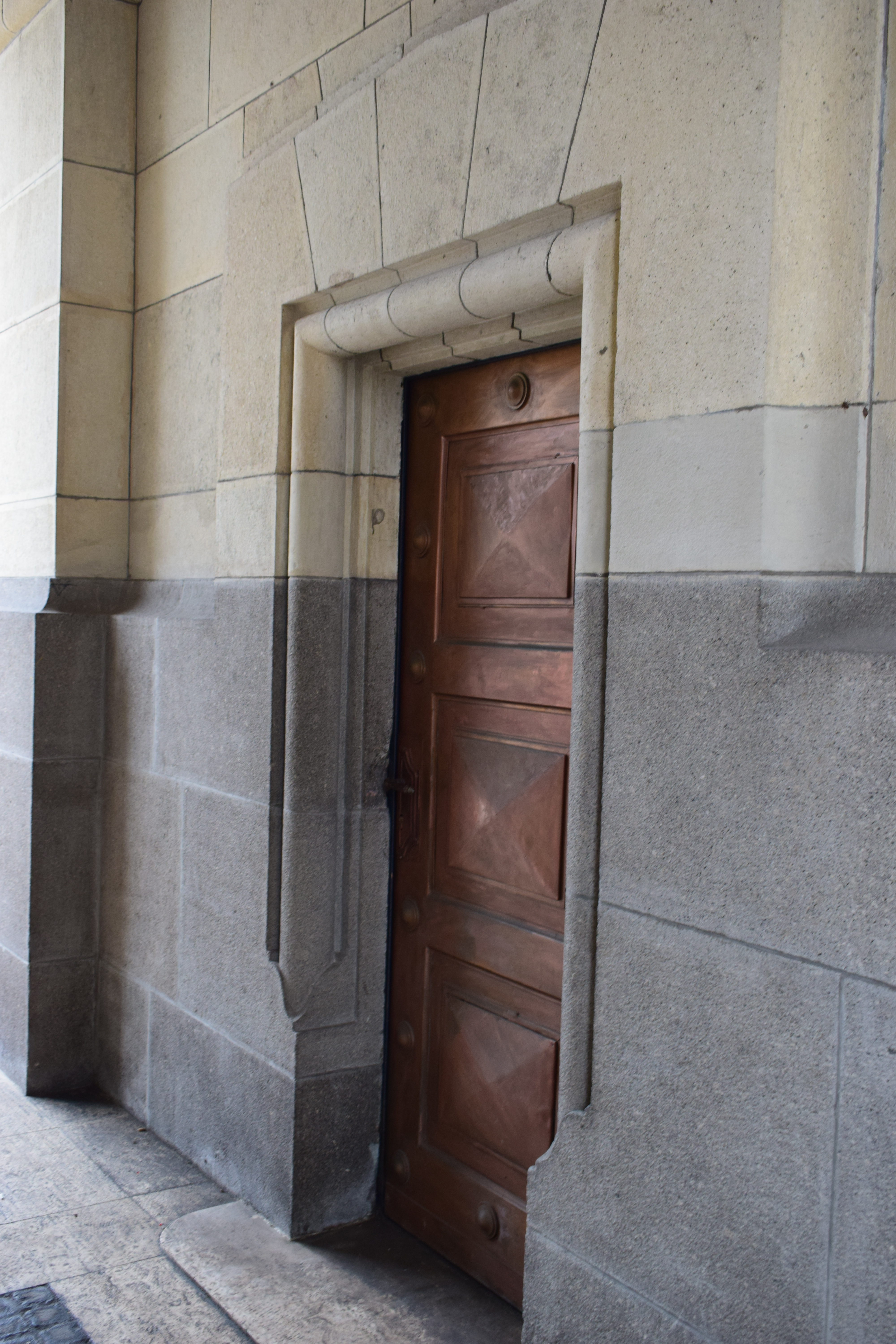
Una dintre ușile de acces în interiorul Arcului de Triumf, care oferă acces la scările interioare și la expoziția de fotografii din Primul Război Mondial
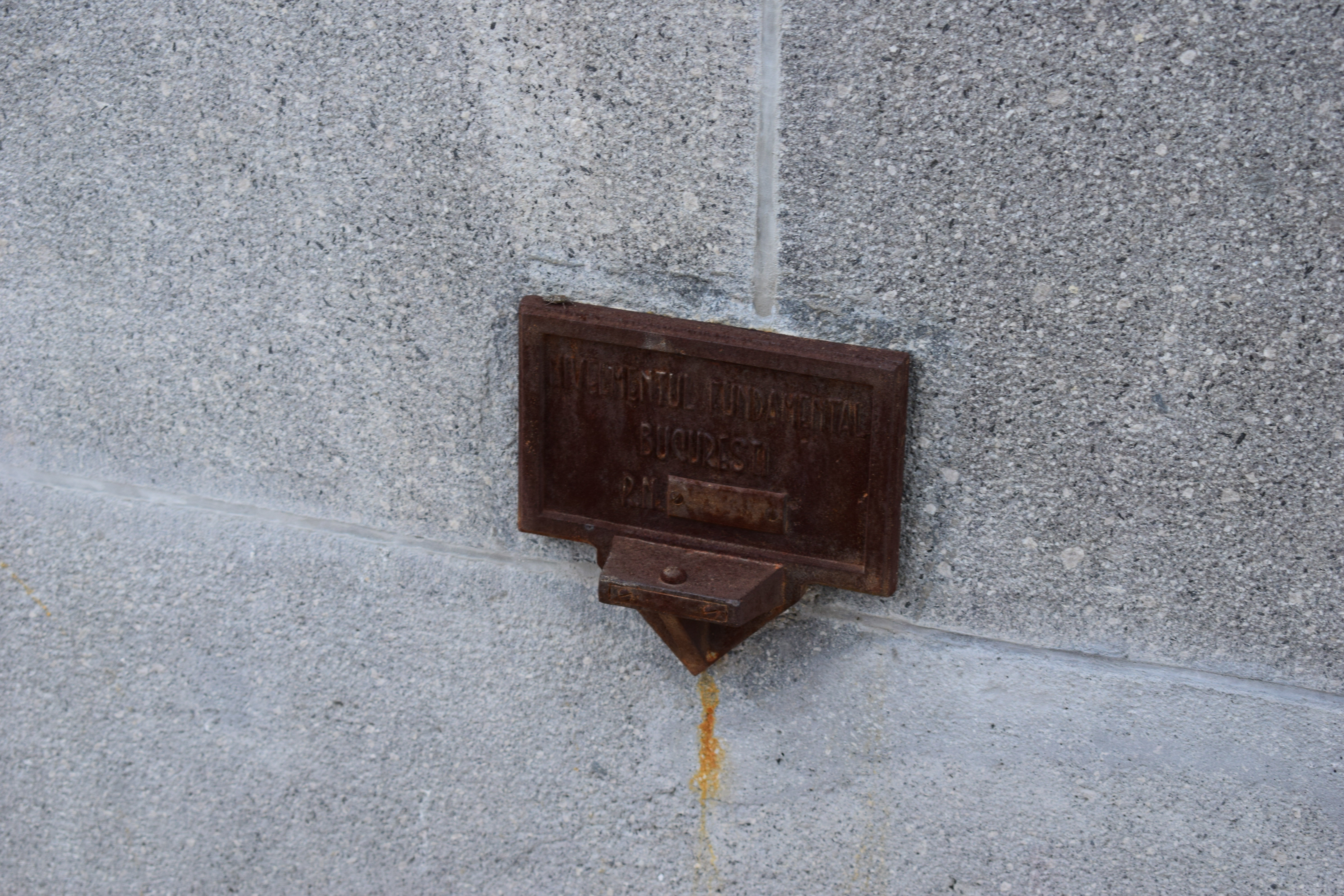
Un reper topografic de nivelment pe Arcul de Triumf din București (sud-vest, sub Arc).